# Nødblus
 Denne artikel bør gennemlæses af en person med fagkendskab for at sikre den faglige korrekthed.

Et nødblus (ikke at forveksle med romerlys) er en slags pyroteknisk artikel, som skaber et meget kraftigt rødligt lys uden at eksplodere. Det er beregnet til brugs til søs til at signalere om hjælp. Det bruges dog også inden for militæret.

## Nødblus ved sportsarrangementer
Inden for fodboldkulturen bruges ofte nødblus i forbindelse med fodboldkampe, hvor fans bruger nødblus til at højne stemningen sammen med sang og hoppen. Der er dog megen kritik af brugen af nødblus ved fodboldkampe, da nogle tilskuere ikke håndterer lyset forsvarligt og dermed udsætter andre tilskuere for fare. Et andet kritikpunkt er, at mange fodboldfans er berusede under fodboldkampe, da det er blandt mange tilskuere er tradition at drikke øl til fodboldkampe, og det kan virke uansvarligt at berusede tilskuere skal håndtere nødblus. I Danmark er brugen af romerlys på stadions forbudt, da det hører under fyrværkeriloven. Selv nytårsaften er festbaseret brug af nødblus ulovlig, da det kan forveksles med reelle nødsignaler.